# 文姿云

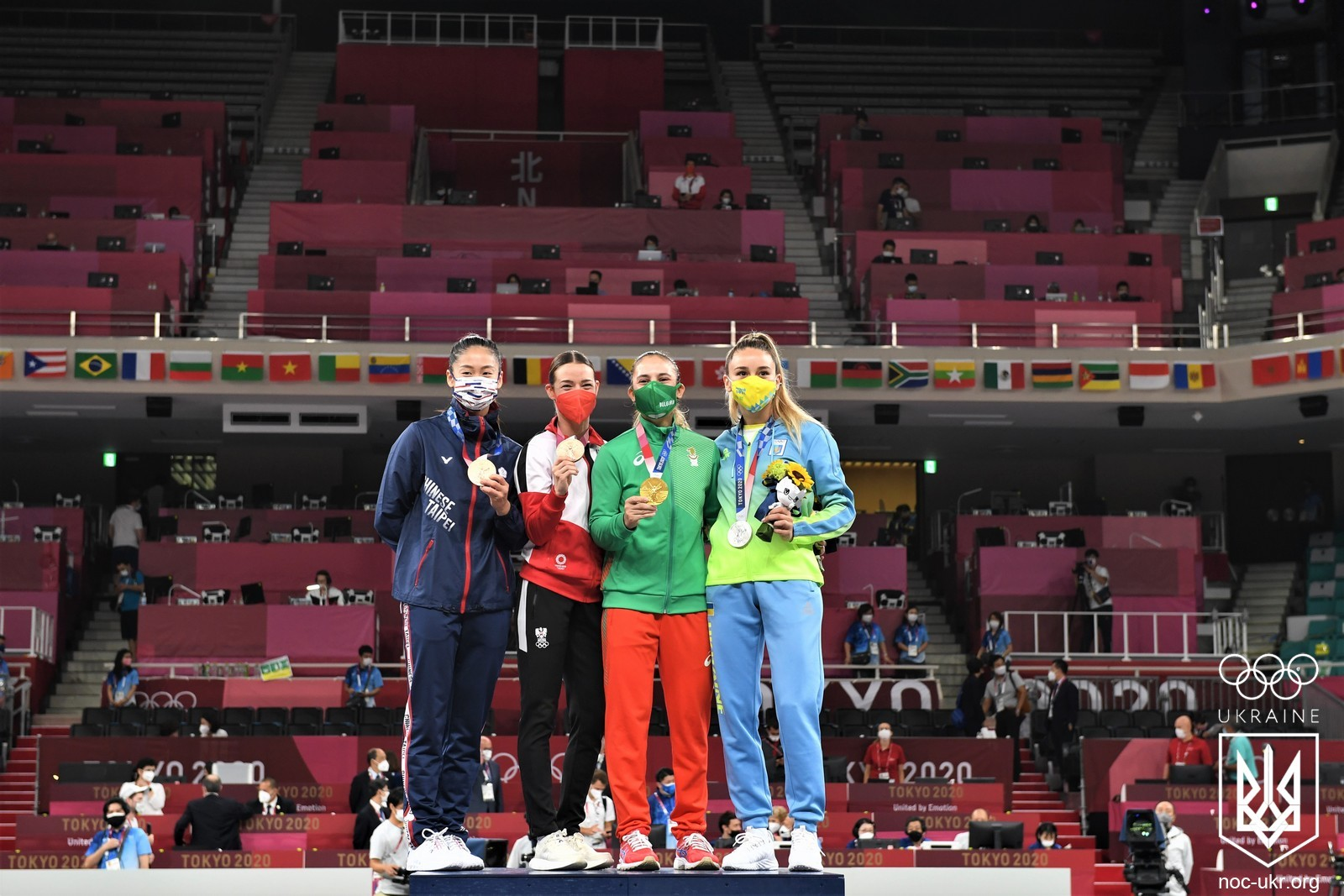

文姿云（1993年9月29日—）是臺灣空手道個人對打55公斤級的運動員。出生於中華民國臺北市。大學畢業於國立台北教育大學體育學系，目前就讀國立臺灣師範大學體育學系碩士班。文姿云在2014年、2018年相繼獲得亞洲運動會空手道比賽55公斤級金牌，為亞運史上首位空手道女子第二量級連續兩屆摘金的第一人。2015年、2017年、2018年三度奪得亞洲空手道錦標賽金牌，並於2016年、2018年世界空手道錦標賽獲得銅牌。臺灣在1986年女子團體賽奪金後，暌違30年再度登上世錦賽頒獎台。2017年4月，文姿云運動生涯首次攀上世界排名第一的高峰。2021年舉辦的東京奧運，是她首次參加夏季奧林匹克運動會，並且在準決賽面對世界排名第一的烏克蘭選手安澤莉卡·特柳加，終場雙方平手（4-4），後經裁判團決議判定安澤莉卡·特柳加獲勝（國際空手道協會稱為「判定勝」）。文姿云因此獲得空手道女子55公斤級的銅牌，為臺灣在奧運空手道項目的首面銅牌。

## 生平
文姿云出生於台北市台大醫院，家鄉位於台北市。在家中排行老三，家庭成員有爸爸、媽媽、姐姐、哥哥和弟弟，表姐為八點檔女星黃瑄。

### 空手道生涯
文姿云從5歲就讀幼稚園大班時開始學習空手道，國小五年級時拿到兒童初段（黑帶），那時期空手道成績並不突出。直到國三那年拿到全中運冠軍之後，才開啟了她的空手道生涯。2021年5月由世界空手道聯盟（WKF）公佈，正式拿到東京奧運參賽資格。
2023年2月2日，文姿云確定退出國家隊和同年9月的杭州亞運。

## 個人成績
| 年份 | 賽事                      | 地點                  | 項目             | 名次 |
| ---- | ------------------------- | --------------------- | ---------------- | ---- |
| 2013 | 全國運動會                | 台灣 台北市           | 個人對打55公斤級 | 金牌 |
| 2013 | 東亞運動會                | 中國 天津市           | 個人對打55公斤級 | 銅牌 |
| 2013 | 世界空手道公開賽          | 印尼                  | 個人對打55公斤級 | 金牌 |
| 2013 | 世界空手道青少年錦標賽    | 西班牙                | 個人對打59公斤級 | 銀牌 |
| 2013 | 亞洲空手道錦標賽          | 阿拉伯聯合大公國 杜拜 | 個人對打55公斤級 | 銀牌 |
| 2014 | 亞洲運動會                | 韓國 仁川             | 個人對打55公斤級 | 金牌 |
| 2015 | 亞洲空手道錦標賽          | 日本 橫濱市           | 個人對打55公斤級 | 金牌 |
| 2015 | 全國運動會                | 台灣 高雄市           | 個人對打55公斤級 | 金牌 |
| 2016 | 世界空手道公開賽          | 土耳其 伊斯坦堡       | 個人對打55公斤級 | 金牌 |
| 2016 | 世界大學錦標賽            | 葡萄牙                | 個人對打55公斤級 | 銅牌 |
| 2016 | 世界空手道錦標賽          | 奧地利 林茲           | 個人對打55公斤級 | 銅牌 |
| 2017 | 世界空手道公開賽          | 阿拉伯聯合大公國 杜拜 | 個人對打55公斤級 | 銅牌 |
| 2017 | 世界空手道公開賽 要不要波 | 摩洛哥 拉巴特         | 個人對打55公斤級 | 銅牌 |
| 2017 | 世界運動會                | 波蘭 弗羅茨瓦夫       | 個人對打55公斤級 | 銀牌 |
| 2017 | 亞洲空手道錦標賽          | 哈薩克                | 個人對打55公斤級 | 金牌 |
| 2017 | 全國運動會                | 台灣 宜蘭市           | 個人對打55公斤級 | 金牌 |
| 2018 | 世界空手道公開賽          | 荷蘭 鹿特丹           | 個人對打55公斤級 | 金牌 |
| 2018 | 世界空手道公開賽          | 阿拉伯聯合大公國 杜拜 | 個人對打55公斤級 | 銅牌 |
| 2018 | 亞洲運動會                | 印尼                  | 個人對打55公斤級 | 金牌 |
| 2018 | 亞洲空手道錦標賽          | 約旦                  | 個人對打55公斤級 | 金牌 |
| 2018 | 世界空手道錦標賽          | 西班牙 馬德里         | 個人對打55公斤級 | 銅牌 |
| 2018 | 世界空手道公開賽          | 土耳其 伊斯坦堡       | 個人對打55公斤級 | 銀牌 |
| 2019 | 世界空手道公開賽          | 阿拉伯聯合大公國 杜拜 | 個人對打55公斤級 | 金牌 |
| 2019 | 世界空手道公開賽          | 摩洛哥 拉巴特         | 個人對打55公斤級 | 銀牌 |
| 2019 | 世界空手道公開賽          | 土耳其 伊斯坦堡       | 個人對打55公斤級 | 銀牌 |
| 2019 | 世界空手道公開賽          | 日本 東京             | 個人對打55公斤級 | 銀牌 |
| 2019 | 世界空手道錦標賽          | 俄羅斯 莫斯科         | 個人對打55公斤級 | 銅牌 |
| 2019 | 世界空手道錦標賽          | 西班牙 馬德里         | 個人對打55公斤級 | 銅牌 |
| 2020 | 世界空手道錦標賽          | 法國 巴黎             | 個人對打55公斤級 | 銅牌 |
| 2020 | 世界空手道錦標賽          | 奧地利 薩爾斯堡       | 個人對打55公斤級 | 銅牌 |
| 2021 | 奧林匹克運動會            | 日本 東京             | 個人對打55公斤級 | 銅牌 |

## 外部連結
- 文姿云的Instagram帳戶
- 文姿云的Facebook專頁
- 文姿云在Olympedia的个人资料和比赛数据